# Нет’їнка
Нет’їнка (рос. Нетьинка) — селище в Брянському районі Брянської області Російської Федерації.
Населення становить 1705 осіб. Входить до складу муніципального утворення Нетьїнське сільське поселення.

## Історія
Від 2005 року входить до складу муніципального утворення Нетьїнське сільське поселення.

## Населення
| 2010 | 2012  | 2013  |
| ---- | ----- | ----- |
| 1680 | ↗1691 | ↗1705 |